# Петково (Смолянская область)
Петково (болг. Петково) — село в Болгарии. Находится в Смолянской области, входит в общину Смолян. Население составляет 343 человека.

## Политическая ситуация
В местном кметстве Петково, в состав которого входит Петково, должность кмета (старосты) исполняет Юлиян Янков Чиев (Граждане за европейское развитие Болгарии (ГЕРБ)) по результатам выборов правления кметства в 2007 году.
Кмет (мэр) общины Смолян — Николай Тодоров Мелемов (Граждане за европейское развитие Болгарии (ГЕРБ)) по результатам выборов 2011 года, прежде кметом была Дора Илиева Янкова (Болгарская социалистическая партия (БСП)) по результатам выборов 2007 года в правление общины.